# ウタノホン
ウタノホン(上巻の表記)およびうたのほん(下巻の表記)は、1941年に文部省が発行した国民学校初等科1、2年生用の芸能科音楽の教科書である。
小学校から国民学校へまた唱歌から音楽への移行にともなって編集された。従来の文部省著作教科書と検定教科書の並立から国定教科書一本となった。

## 概要
上(1年生)、下(2年生)の全2冊である。編集委員は作曲関係に小松耕輔、松島つね、井上武士、橋本國彦、城多又兵衛、下総皖一、作詞関係に、林柳波、小林愛雄である。先に編集された『新訂尋常小学唱歌』からは大きな変更点があった。まず、明治以来あまり変更がなかった収録曲が一部の曲を除いて新作にかえられた。再録曲についても「日の丸の旗」が「ヒノマル」に改題されたり歌詞や曲が改変されたりした。ト長調・ヘ長調の曲は派生音の出ないものが選ばれている。また、カラー印刷の挿絵がついた。和音の練習題も巻末についている。楽譜では調号が省かれ、拍子記号も分母の記号が省かれている。
児童用のほかに個々の教材の解説や指導の手引き、伴奏譜などを載せた教師用も刊行された。

## 主な収録曲
戦時下の曲であるにもかかわらず、戦後の教科書に再録され、民間伝承的に現在でも歌われている曲が多い。
- カクレンボ(カクレンボスルモノヨットイデ…)
- ウミ(ウミハヒロイナ…)(林柳波作詞、井上武士作曲)
- 花火(井上赳作詞、下総皖一作曲)
- たなばたさま(権藤花代、林柳波作詞、下総皖一作曲)

## 主な作曲者
従来の文部省唱歌同様、発表当時は作者の名前が伏せられていたが、比較的新しかったので作者がはっきりわかる曲が多い。
- 下総皖一
- 井上武士
- 松島つね
- 橋本國彦
- 弘田龍太郎
- 平井康三郎
- 中山晋平

## 収録曲一覧

### ウタノホン(上)
1. ガクカウ
2. ヒノマル
3. ユフヤケコヤケ
4. ヱンソク
5. カクレンボ
6. ホタルコイ
7. ウミ
8. オウマ
9. オ月サマ
10. モモタラウ
11. タネマキ
12. ハトポッポ
13. コモリウタ
14. オ人ギヤウ
15. オ正月
16. デンシヤゴツコ
17. カラス
18. 兵タイゴツコ
19. ヒカウキ
20. ウグヒス

### うたのほん(下)
1. 春が来た
2. さくらさくら
3. 国引き
4. 軍かん
5. 雨ふり
6. 花火
7. たなばたさま
8. うさぎ
9. 長い道
10. 朝の歌
11. 富士の山
12. 菊の花
13. かけつこ
14. たきぎひろひ
15. おもちゃの戦車
16. 羽根つき
17. 兵たいさん
18. ひな祭
19. 日本
20. 羽衣

## 暫定『ウタノホン』
1944年度からは物資の欠乏のためカラー印刷は中止となった。1945年の敗戦にともない、一部の曲が削除されて墨塗り教科書となった。翌年、暫定教科書が発行されて1947年まで発行された。
| 前 新訂高等小学唱歌 | 文部省唱歌 | 次 初等科音楽 |